# Фетиш
Фетишът е неодушевен предмет, който според представите на вярващите в това притежава свръхестествени свойства. Най-разпространени фетиши са амулетите и талисманите.
В преносен смисъл фетиш е това, което е предмет на безусловно признание, сляпо преклонение.
Думата „фетиш“ се използва първоначално от португалците в Африка през 18 век. С нея те са обозначавали предмети, използвани в религиозни ритуали. За африканските племена фетиши са също така кръв, кости, пера, дори вода от различни „свещени“ източници. Впоследствие употребата на думата се разширява.
По-късно в психологията навлиза понятитето сексуален фетишизъм, който бива класифициран като парафилия. В този случай фетишът е предмет (също част от тялото или миризма), който е обект на сексуална възбуда.